# Andreas Locke
Andreas Locke, född i Linköping, död 1642 i Kristbergs församling, Östergötlands län, var en svensk präst.

## Biografi
Andreas Locke föddes i Linköping. Han var son till kyrkoherden Arvidus Locke och Margareta Pedersdotter i Östra Ryds församling. Locke blev 1606 kyrkoherde i Kristbergs församling. Han avträde pastoratet 1632 och Petrus Nicolai blev kyrkoherde i församlingen. Locke avled 1642 i Kristbergs församling.

### Familj
Locke gifte sig med änkan till kyrkoherden Haqvinus Petri i Kristbergs socken. De fick tillsammans en dotter som gifte sig med kyrkoherden Petrus Nicolai i Kristberg socken.